# 이불 (미술가)
이불(李昢, 1964년 ~ )은 대한민국의 설치 미술가이다. 1964년 경상북도 영주시에서 출생했으며, 설치작품을 중심으로 퍼포먼스, 회화, 드로잉 그리고 영상에 이르기까지 폭넓은 매체를 활용한다.

## 생애
1964년 경북 영주에서 태어났다. 좌파 정치범으로 낙인찍혔던 부모와 연좌제로 부모가 투옥되는 등의 굴곡진 유년시절을 보냈다. 1980년대 후반부터 현대미술계를 선두하는 대표작가로 자리매김했으며, 날카로운 사회비판과 역사의식, 유토피아에 관한 인본주의적 탐구 속에 개인적 내러티브를 투영시킨 작업을 선보인다. 강렬하고 파격적인 그녀의 작업은 퍼포먼스, 조각, 설치, 회화, 드로잉, 그리고 영상에 이르기까지 여러 가지 매체로 시각화된다. 작가는 홍익대학교에서 조각을 전공하였으며, Musée d'art moderne Grand-Duc Jean(Luxembourg)와 파리 퐁피두 아트센터, MoMA, New Museum, Museum of Contemporary Art(Sydney) 등 세계 정상급의 미술기관에서 개인전을 개최하였다. 특히 2012년 아시아 여성작가 최초로 도쿄 Mori Art Museum에서 가진 대규모 회고전은 동시대 최고작가로서의 작가의 위용을 증명한 전시다. 이불은 1998년 휴고보스상 최종후보로 선정되었고, 제48회 베니스비엔날레 특별상, 석주미술상, 김세중조각상 등을 수상하였다. 그녀의 작품은 가나자와 21st Century Museum of Contemporary Art, LA MoCA, 삼성미술관 리움, 아트선재센터 등에 소장되어 있다.
제네시스의 예술 전시 후원 프로젝트이자 미국 뉴욕 메트로폴리탄 미술관과의 첫 파트너십을 통해 '더 제네시스 파사드 커미션: 이불, 롱 테일 헤일로(Long Tail Halo)' 전을 2024년 9월 12일에 개막했다. 2025년 5월 27일까지 진행되고 미술관 파사드에서 진행되어 외부에서도 작품을 볼 수 있다.
이번엔 대형 신규 설치 작품 4점을 선보이는데 인간과 유사한 형상의 작품 2점과 동물 형상 작품 2점으로 구성되었으며 스테인리스스틸, 폴리카보네이트 등을 소재로 노동집약적인 작업을 통해 완성했다.
정문 입구 양쪽에 위치한 인간 형상의 두 작품은 메트로폴리탄 미술관 컬렉션을 연상시키는 그리스·로마 양식, 큐비즘, 미래주의적 작품의 특징을 동시에 갖추고 있으며, 옆 좌대에는 작가의 수호자 역할을 했던 반려동물에서 착안해 파편화된 프리즘 조각의 폭포 위에 구부리고 있는 동물의 모습을 표현했다.
각 작품은 진보와 완전성에 대한 인간의 영원한 열망을 표현하고, 그 안에 내재한 시행착오와 불완전성의 이면을 동시에 암시한다고 한다.

## 주요작품
- 《Sorry for suffering – You think I’m a puppy on a picnic?》 1990
- 《사이보그 W4》, 1998
- 《무제》, 2007
- 《Majestic Splendor》, 2016
- 《더 제네시스 파사드 커미션: 이불, 롱 테일 헤일로(Long Tail Halo)》, 2024

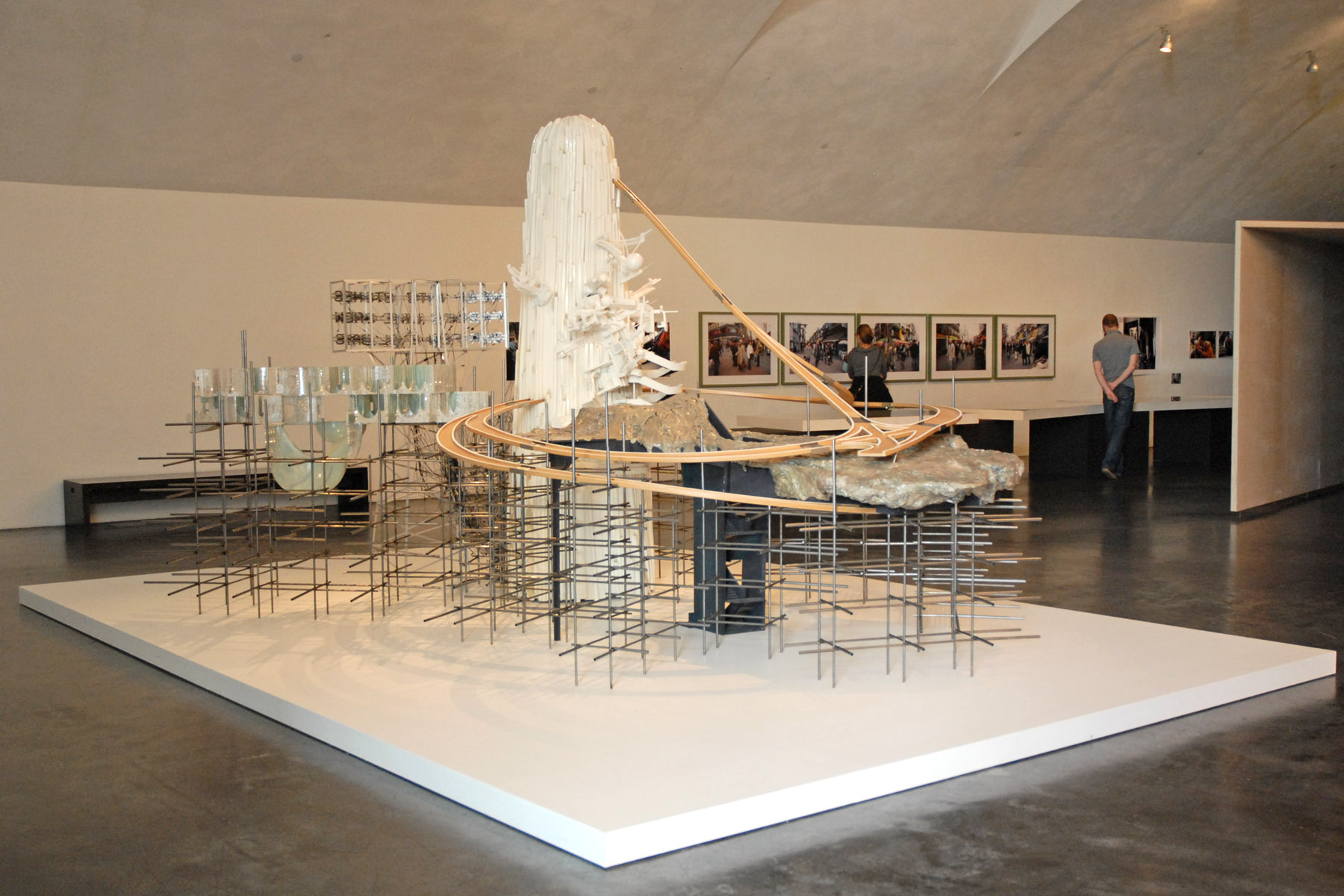

## 개인전
| 연도 | 전시명                                  | 갤러리                                               | 소재지                        |
| ---- | --------------------------------------- | ---------------------------------------------------- | ----------------------------- |
| 1988 |                                         | IL Gallery                                           | 서울, 대한민국                |
| 1994 | Unforgiven                              | A Space                                              | 토론토, 캐나다                |
| 1997 | Projects                                | Museum of Modern Art                                 | 뉴욕, 미국                    |
| 1998 |                                         | 아트선제센터                                         | 서울, 대한민국                |
| 1999 |                                         | Korean Pavillion, 48th Venice Biannale*              | 베니스, 이탈리아              |
| 1999 |                                         | Kunsthalle Bern                                      | Bern, Switzerland             |
| 2000 |                                         | Fukuoka Asian Art Museum                             | 후쿠오카, 일본                |
| 2000 |                                         | 국제 갤러리                                          | 서울, 대한민국                |
| 2001 |                                         | Fabric Workshop and Museum                           | Philadelphia, PA              |
| 2001 |                                         | SCAI the Bathhouse                                   | 도쿄, 일본                    |
| 2001 |                                         | San Francisco Art Institute                          | 센프란시스코                  |
| 2001 |                                         | BAWAG Foundation                                     | 비엔나, 오스트리아            |
| 2002 |                                         | The Power Plant                                      | 토론토, 캐나다                |
| 2002 |                                         | MAC, Galeries Contemporaines des Musées de Marseille | Marseille, France             |
| 2002 |                                         | Jean Paul Slusser Gallery, University of Michigan    | Ann Arbor, MI                 |
| 2002 | Life Forever                            | New Museum of Contemporary Art                       | 뉴욕, 미국                    |
| 2002 |                                         | Le Consortium centre d'art contemporain              | Dijon, France                 |
| 2002 |                                         | PKM Gallery                                          | 서울, 대한민국                |
| 2002 |                                         | Rodin Gallery, 삼성미술관                            | 서울, 대한민국                |
| 2002 |                                         | Orange County Museum of Art                          | Newport Beach, CA             |
| 2003 |                                         | Henry Art Gallery                                    | 시에틀                        |
| 2003 |                                         | Centre for Contemporary Arts                         | Glasgow, Scotland             |
| 2003 |                                         | Ohara Museum of Art                                  | Kurashiki, Japan              |
| 2003 |                                         | The Japan Foundation                                 | 도쿄, 일본                    |
| 2003 |                                         | Scottsdale Museum of Contemporary Art                | Scottsdale, AZ                |
| 2004 |                                         | Museum of Contemporary Art Australia                 | 시드니                        |
| 2004 |                                         | PKM Gallery                                          | 서울, 대한민국                |
| 2004 |                                         | Deitch Projects                                      | 뉴욕, 미국                    |
| 2005 |                                         | SCAI the Bathhouse                                   | 도쿄, 일본                    |
| 2005 |                                         | Govett-Brewster Art Gallery                          | New Plymouth, New Zealand     |
| 2007 |                                         | Fondation Cartier pour l'art contemporain            | 파리, 프랑스                  |
| 2007 |                                         | Galerie Thaddaeus Ropac                              | Salzburg, Austria             |
| 2007 |                                         | PKM Gallery                                          | 서울, 대한민국                |
| 2007 |                                         | Domus Artium 2002                                    | Salamanca, Spain              |
| 2008 |                                         | PKM Gallery                                          | 서울, 대한민국                |
| 2008 |                                         | Lehmann Maupin                                       | 뉴욕, 미국                    |
| 2009 | Paintings and Drawings Gallery          | Galerie Thaddaeus Ropac                              | 파리, 프랑스                  |
| 2010 |                                         | PKM Gallery                                          | 서울, 대한민국                |
| 2010 |                                         | Lehmann Maupin                                       | 뉴욕, 미국                    |
| 2012 |                                         | 아트선재갤러리                                       | 서울, 대한민국                |
| 2012 | From me, belongs to you only            | Mori Art Museum                                      | 도쿄, 일본                    |
| 2013 |                                         | MUDAM - Musée d’Art Moderne Grand-Duc Jean           | Luxembourg                    |
| 2013 | Pure Invisible Sun                      | Galerie Thaddaeus Ropac                              | Paris, France                 |
| 2013 | Inaugural Hong Kong Enhibition          | Lehmann Maupin                                       | 홍콩                          |
| 2014 |                                         | Korean Cultural Centre                               | 런던, 영국                    |
| 2014 | MMCA Hyundai Motor Series 2014: Lee Bul | National Museum of Modern and Contemporary Art       | 서울, 대한민국                |
| 2014 |                                         | Lehmann Maupin                                       | 뉴욕, 미국                    |
| 2014 |                                         | Ikon Gallery                                         | 버밍험                        |
| 2015 | Lee Bul                                 | Vancouver Art Gallery                                | Vancouver, Canada             |
| 2015 | Lee Bul: Aubade III                     | Palais de Tokyo                                      | 파리, 프랑스                  |
| 2015 | Lee Pul                                 | PKM Gallery                                          | 서울, 대한민국                |
| 2015 |                                         | Espai d'art contemporani de Castelló                 | Castelló, Spain               |
| 2015 | Into Lattice Sun                        | Swarovski Crystal Worlds                             | Innsbrusk, Astria             |
| 2015 |                                         | Musée d’art modern de Saint-Etienne                  | Saint-Priest-en-Jarez, France |
| 2016 | Lee Bul                                 | 아트선재갤러리                                       | 서울, 대한민국                |
| 2017 | After Bruno Taut                        | Thaddeus Ropac                                       | 런던, 영국                    |
| 2017 |                                         | Lehmann Maupin                                       | 뉴욕, 미국                    |
| 2018 | Lee Bul: Crash                          | Martin Gropius-Bau                                   | 베를린, 독일                  |
| 2018 | Lee Bul: Crashing                       | Hayward Gallery                                      | 런던, 영국                    |
| 2019 | Interlude: Perdu                        | Lehmann Maupin                                       | 뉴욕, 미국                    |
| 2019 | City of the Sun                         | SCAD Museum of Art                                   | Savannah, GA                  |

## 수상
| 연도 | 수상                               | 결과              |
| ---- | ---------------------------------- | ----------------- |
| 1998 | Hugo Boss Prize                    | 후보              |
| 1999 | 48th 베니스비엔날레                | Honorable Mention |
| 2002 | 13th 석주예술상                    | 수상              |
| 2014 | 10th 광주비엔날레                  | 수상              |
| 2016 | Medal of Merit for Culture and Art | 수상              |
| 2019 | 호암미술제                         | 수상              |